# Luillys Pérez
Luillys José Pérez Mora (ur. 23 grudnia 1990) – wenezuelski zapaśnik w stylu klasycznym. Olimpijczyk z Rio de Janeiro 2016, gdzie zajął siedemnaste miejsce w kategorii 98 kg.
Zajął ósme miejsce na mistrzostwach świata w 2018. Drugi na igrzyskach panamerykańskich w 2023; trzeci w 2015 i 2019. Dziewięciokrotny medalista mistrzostw panamerykańskich w latach 2012 – 2024. Mistrz igrzysk Ameryki Południowej w 2018 i 2022. Triumfator igrzysk Ameryki Środkowej i Karaibów w 2018. Złoty medalista igrzysk boliwaryjskich w 2022 roku.